# 충청수영 장교청
충청수영 장교청(忠淸水營 將校廳)은 대한민국 충청남도 보령시 오천면 소성리에 있는 건축물이다. 2010년 12월 30일 충청남도의 문화재자료 제411호로 지정되었다.

## 개요
충청수영의 영사건물 중 가장 뚜렷한 형체로 유존되는 건물이다.
수영이 폐지된 후에도 오천군의 중심청사로 사용되었고, 근년에는 오천면 청사로도 사용되었었다.
지금은 북문지 동편의 구릉지 정상부에 이건(移建)되어 수영의 옛영화를 상징하는 표지가 된다.
장교청 앞에는 역대 수군절도사와 관찰사, 군수들의 모아 세운 비석군이 있다.

## 현지 안내문
조선시대 충청수영 안에는 많은 건물이 있었는데, 1896년 폐영과 함께 대부분 없어지고 객사, 공해관의 삼문, 진휼청만 남아 있다. 이 건물은 오천초등학교 자리에서 옮겨진 충청수영 객사(客舍)이다. 수군절도사가 왕을 상징하는 전패(殿牌)를 모시고 매달 초하루와 보름에 대궐을 향해 예(禮)를 올렸으며, 중앙에서 내려오는 관리들의 숙소로도 사용되었다. 이 객사의 이름은 운주헌(雲籌軒)이다. 이 건물 앞에 있는 삼문(三門)은 수군절도사가 집무하던 공해관(拱海館)의 출입문 역할을 하던 문으로 원래 객사와는 별도 건물인데 지금은 한자리에 옮겨 보존하고 있다.

## 같이 보기
- 충청수영

## 참고 자료
- 충청수영 장교청 - 국가유산청 국가유산포털